# بلر اتول
بلر اتول (به انگلیسی: Blair Atholl) یک شهرک در اسکاتلند است که در پرت و کینروس واقع شده‌است.